# Selos e história postal da República do Congo
A República do Congo (por vezes chamado Congo-Brazzaville para o distinguir da vizinha República Democrática do Congo) é um país africano limitado a norte pelos Camarões e pela República Centro-Africana, a leste e a sul pela República Democrática do Congo, através do Rio Congo, a sul por Angola (enclave de Cabinda]]) e a oeste pelo Oceano Atlântico e pelo Gabão. A sua capital é a cidade de Brazzaville. Até 1960, ano da sua independência, era conhecido por Congo francês.

## História postal

### Congo francês (1891-1907)
A história postal do Congo francês começa ainda no século XIX quando, em 1891-92, os correios franceses emitem a primeira série de 10 selos destinados a circular num território muito mais vasto que a atual República do Congo, pois que integrava também o Gabão. Esses selos eram idênticos a outros que já circulavam no território francês europeu, mas com a sobrecarga "Congo Français". 

### Médio Congo (1907-1933)

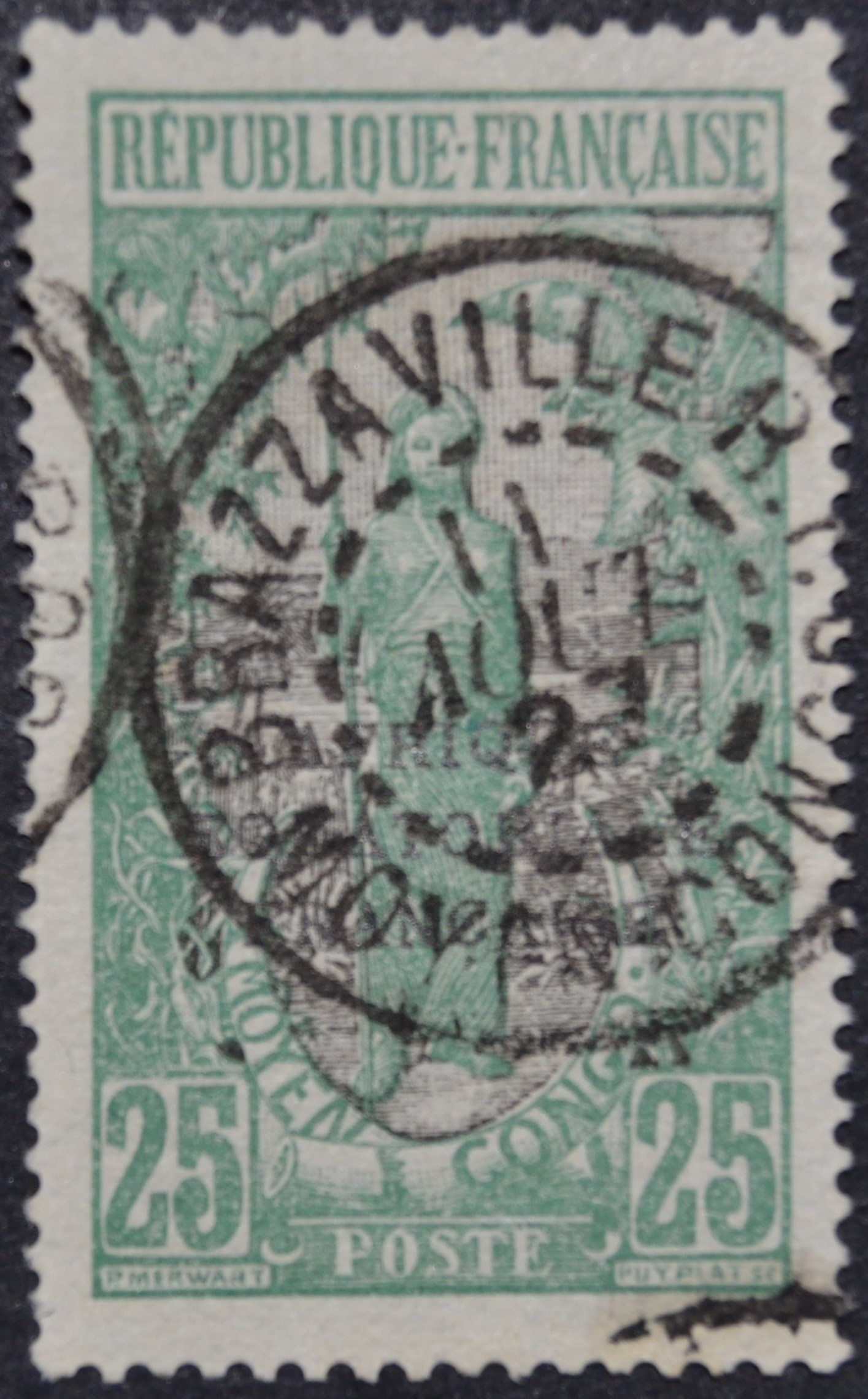
Selo do Médio Congo, de 1924, com o carimbo de Brazzaville, do dia 11.agosto.1927.

Acrescentando formalmente o Gabão em 30 de abril de 1901, o Congo francês foi rebatizado oficialmente Médio Congo (em francês: Moyen-Congo), em 1903. Três anos depois o Gabão separa-se temporariamente. 

### África Equatorial Francesa (1936-1958)
Os territórios de Ubangui-Chari, Chade, Congo francês e Gabão foram reunidos, de 1910 à 1936, conservando cada um a sua autonomia postal.

### Independência e anos seguintes (1959-1970)
No dia 28 de novembro de 1958, é atribuído o estatuto de república autónoma no seio da Comunidade Francesa, seguindo-se a independência a 15 de agosto de 1960.

### República Popular do Congo (1970-1991)
Em 1968, um conselho nacional formado por militares toma o poder e cria o Partido Congolês do Trabalho (PCT) e rebatiza o país com o nome de República Popular do Congo. Esta designação passa a ser inscrita nas emissões filatélicas a partir de 1970, as quais passam a incluir mais frequentemente, na sua temática, assuntos de natureza política.

### República do Congo (1991-presente)
Debaixo da pressão popular, o PCT abandona o unipartidarismo e renuncia ao marxismo em 1990. Em 1992, uma nova constituição multipartidária é adotada. Os selos do país retomam a designação "República do Congo". 